# Henri Charrière
Henri Charrière (16. november 1906 – 29. juli 1973) var en fransk forfatter, hvis forfatterskab har sin baggrund i, at han af en fransk domstol blev dømt for mord og i årene 1931-1945 sendt til fængselsophold i fangekolonien på Djævleøen ud for Fransk Guyana i Sydamerika. Han var blandt de yderst få, som klarede at flygte fra Djævleøen. Han skrev siden en meget vellykket selvbiografi kaldet Papillon (1969) om fængselsopholdet og flugten. Denne blev siden filmatiseret i 1973 som Papillon med Steve McQueen i hovedrollen som Charrière.
Mens Charrière hævder, at hans fremstilling i Papillon hovedsagelig er sandfærdig, har senere undersøgelser hævdet, at det meste af bogens materiale kommer fra andre medfanger frem for Charrière selv. Til sin sidste dag har Charrière hævdet, at han var uskyldig i mordet han blev dømt for. Charrière kom med en fritstående fortsættelse, Banco (1973), der i endnu større grad blev set på som en roman. Banco fortæller om Charrières liv i Venezuela, hvor han ankom efter flugten fra Djævleøen. Uanset nøjagtigheden i fremstillingerne, satte Charrières bøger verdens opmærksomhed på de umenneskelige forhold i franske fangekolonier.
Charrière døde i 1973 af strubekræft i Madrid i Spanien.